# Grand Prix Formule 1 van China 2010

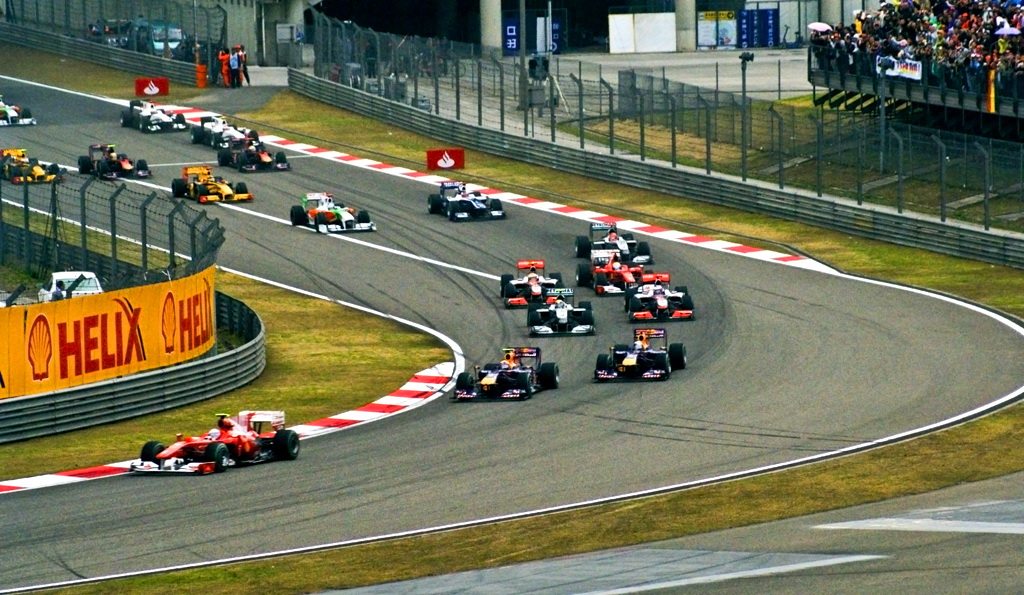
Direct na de start weet Fernando Alonso beide voor hem gestarte Red Bull-coureurs te verschalken en is hij ze in de eerste bocht al voorbij. Uiteindelijk zal geen van deze drie op het erepodium terechtkomen, maar zijn het de McLaren-coureurs die in China de dienst uitmaken.

De Grand Prix Formule 1 van China 2010 werd verreden op 18 april 2010 op het Shanghai International Circuit. Het was de vierde race van het kampioenschap.
Sebastian Vettel, van het Red Bull Racing team, veroverde voor deze race de poleposition, voor teamgenoot Mark Webber en Fernando Alonso, uitkomend voor Ferrari.
De race werd gewonnen door Jenson Button. Teamgenoot bij McLaren Lewis Hamilton werd tweede, voor Nico Rosberg, rijdend voor Mercedes.

## Kwalificatie
| Positie | Nr | Coureur            | Constructeur         | Q1       | Q2       | Q3       | Grid |
| ------- | -- | ------------------ | -------------------- | -------- | -------- | -------- | ---- |
| 1       | 5  | Sebastian Vettel   | RBR-Renault          | 1:36.317 | 1:35.280 | 1:34.558 | 1    |
| 2       | 6  | Mark Webber        | RBR-Renault          | 1:35.978 | 1:35.100 | 1:34.808 | 2    |
| 3       | 8  | Fernando Alonso    | Ferrari              | 1:35.987 | 1:35.235 | 1:34.913 | 3    |
| 4       | 4  | Nico Rosberg       | Mercedes GP          | 1:35.952 | 1:35.134 | 1:34.923 | 4    |
| 5       | 1  | Jenson Button      | McLaren-Mercedes     | 1:36.122 | 1:35.443 | 1:34.979 | 5    |
| 6       | 2  | Lewis Hamilton     | McLaren-Mercedes     | 1:35.641 | 1:34.928 | 1:35.034 | 6    |
| 7       | 7  | Felipe Massa       | Ferrari              | 1:36.076 | 1:35.290 | 1:35.180 | 7    |
| 8       | 11 | Robert Kubica      | Renault              | 1:36.348 | 1:35.550 | 1:35.364 | 8    |
| 9       | 3  | Michael Schumacher | Mercedes GP          | 1:36.484 | 1:35.715 | 1:35.646 | 9    |
| 10      | 14 | Adrian Sutil       | Force India-Mercedes | 1:36.671 | 1:35.665 | 1:35.963 | 10   |
| 11      | 9  | Rubens Barrichello | Williams-Cosworth    | 1:36.664 | 1:35.748 |          | 11   |
| 12      | 17 | Jaime Alguersuari  | STR-Ferrari          | 1:36.618 | 1:36.047 |          | 12   |
| 13      | 16 | Sébastien Buemi    | STR-Ferrari          | 1:36.793 | 1:36.149 |          | 13   |
| 14      | 12 | Vitali Petrov      | Renault              | 1:37.031 | 1:36.311 |          | 14   |
| 15      | 23 | Kamui Kobayashi    | BMW Sauber-Ferrari   | 1:37.044 | 1:36.422 |          | 15   |
| 16      | 10 | Nico Hülkenberg    | Williams-Cosworth    | 1:37.049 | 1:36.647 |          | 16   |
| 17      | 22 | Pedro de la Rosa   | BMW Sauber-Ferrari   | 1:37.050 | 1:37.020 |          | 17   |
| 18      | 15 | Vitantonio Liuzzi  | Force India-Mercedes | 1:37.161 |          |          | 18   |
| 19      | 24 | Timo Glock         | Virgin-Cosworth      | 1:39.278 |          |          | 19   |
| 20      | 18 | Jarno Trulli       | Lotus-Cosworth       | 1:39.399 |          |          | 20   |
| 21      | 19 | Heikki Kovalainen  | Lotus-Cosworth       | 1:39.520 |          |          | 21   |
| 22      | 25 | Lucas di Grassi    | Virgin-Cosworth      | 1:39.783 |          |          | 22   |
| 23      | 21 | Bruno Senna        | HRT-Cosworth         | 1:40.469 |          |          | 23   |
| 24      | 20 | Karun Chandhok     | HRT-Cosworth         | 1:40.578 |          |          | 24   |

## Race
| Positie | Nr | Coureur            | Constructeur         | Rondes | Tijd/Oorzaak uitval | Startplaats | Punten |
| ------- | -- | ------------------ | -------------------- | ------ | ------------------- | ----------- | ------ |
| 1       | 1  | Jenson Button      | McLaren-Mercedes     | 56     | 1.46:42,163         | 5           | 25     |
| 2       | 2  | Lewis Hamilton     | McLaren-Mercedes     | 56     | +1.530              | 6           | 18     |
| 3       | 4  | Nico Rosberg       | Mercedes GP          | 56     | +9.484              | 4           | 15     |
| 4       | 8  | Fernando Alonso    | Ferrari              | 56     | +11.869             | 3           | 12     |
| 5       | 11 | Robert Kubica      | Renault              | 56     | +22.213             | 8           | 10     |
| 6       | 5  | Sebastian Vettel   | RBR-Renault          | 56     | +33.310             | 1           | 8      |
| 7       | 12 | Vitali Petrov      | Renault              | 56     | +47.600             | 14          | 6      |
| 8       | 6  | Mark Webber        | RBR-Renault          | 56     | +52.172             | 2           | 4      |
| 9       | 7  | Felipe Massa       | Ferrari              | 56     | +57.796             | 7           | 2      |
| 10      | 3  | Michael Schumacher | Mercedes             | 56     | +1:01.749           | 9           | 1      |
| 11      | 14 | Adrian Sutil       | Force India-Mercedes | 56     | +1:02.874           | 10          |        |
| 12      | 9  | Rubens Barrichello | Williams-Cosworth    | 56     | +1:03.665           | 11          |        |
| 13      | 17 | Jaime Alguersuari  | STR-Ferrari          | 56     | +1:11.416           | 12          |        |
| 14      | 19 | Heikki Kovalainen  | Lotus-Cosworth       | 55     | + 1 ronde           | 21          |        |
| 15      | 10 | Nico Hülkenberg    | Williams-Cosworth    | 55     | + 1 ronde           | 16          |        |
| 16      | 21 | Bruno Senna        | HRT-Cosworth         | 54     | + 2 ronden          | 23          |        |
| 17      | 20 | Karun Chandhok     | HRT-Cosworth         | 52     | + 4 ronden          | 24          |        |
| Ret     | 18 | Jarno Trulli       | Lotus-Cosworth       | 26     | Hydraulisch         | 20          |        |
| Ret     | 25 | Lucas di Grassi    | Virgin-Cosworth      | 9      | Koppeling           | 22          |        |
| Ret     | 23 | Pedro de la Rosa   | BMW Sauber-Ferrari   | 8      | Technisch           | 17          |        |
| Ret     | 16 | Sébastien Buemi    | STR-Ferrari          | 0      | Ongeval             | 13          |        |
| Ret     | 23 | Kamui Kobayashi    | BMW Sauber-Ferrari   | 0      | Ongeval             | 15          |        |
| Ret     | 15 | Vitantonio Liuzzi  | Force India-Mercedes | 0      | Ongeval             | 18          |        |
| DNS     | 24 | Timo Glock         | Virgin-Cosworth      | 0      | Motor               | 19          |        |

2004 · 2005 · 2006 · 2007 · 2008 · 2009 · 2010 · 2011 · 2012 · 2013 · 2014 · 2015 · 2016 · 2017 · 2018 · 2019 · 2024 · 2025